# Giải César cho đạo diễn xuất sắc nhất
Giải César cho đạo diễn xuất sắc nhất là một giải của Viện Hàn lâm Nghệ thuật và Kỹ thuật Điện ảnh Pháp dành cho đạo diễn của một phim được bầu chọn là xuất sắc nhất.
Cho tới nay, đã có 6 đạo diễn đoạt được 2 giải này: Bertrand Tavernier (1976, 1997), Alain Resnais (1978, 1994), Roman Polanski (1980, 2003), Jean-Jacques Annaud (1982, 1989), Claude Sautet (1993, 1996) và Abdellatif Kechiche (2005, 2008).
Dưới đây là danh sách các đạo diễn đoạt giải và các đạo diễn được đề cử theo từng năm:

## Lịch sử

### Kỷ lục
| Kỷ lục                            | Men            | Men | Women          | Women |
| --------------------------------- | -------------- | --- | -------------- | ----- |
| Nhiều giải thưởng nhất            | Roman Polanski | 5   | Tonie Marshall | 1     |
| Nhiều để cử nhất                  | Alain Resnais  | 8   | Nicole Garcia  | 2     |
| Nhiều để cử không thành công nhất | Claude Miller  | 7   | Nicole Garcia  | 2     |
| Đoạt giải lớn tuổi nhất           |                |     | Tonie Marshall | 49    |
| Ứng cử lớn tuổi nhất              |                |     | Agnès Varda    | 58    |
| Đoạt giải trẻ tuổi nhất           |                |     | Tonie Marshall | 49    |
| Ứng cử trẻ tuổi nhất              |                |     | Maiwenn        | 35    |

## Đoạt giải và đề cử

### Thập niên 1970
| Năm        | Đoạt giải và đề cử    | Tên tiếng Anh                 | Tên gốc                       |
| ---------- | --------------------- | ----------------------------- | ----------------------------- |
| 1976 (1st) | Bertrand Tavernier    | Let Joy Reign Supreme         | Que la fête commence...       |
| 1976 (1st) | Robert Enrico         | The Old Gun                   | Le Vieux Fusil                |
| 1976 (1st) | Jean-Paul Rappeneau   | Call me Savage                | Le Sauvage                    |
| 1976 (1st) | François Truffaut     | The Story of Adele H.         | L'Histoire d'Adèle H.         |
| 1977 (2nd) | Joseph Losey          | Mr. Klein                     | Monsieur Klein                |
| 1977 (2nd) | Claude Miller         | The Best Way to Walk          | La Meilleure Façon de marcher |
| 1977 (2nd) | Bertrand Tavernier    | The Judge and the Assassin    | Le Juge et l'assassin         |
| 1977 (2nd) | André Téchiné         | Barocco                       | Barocco                       |
| 1978 (3rd) | Alain Resnais         | Providence                    | Providence                    |
| 1978 (3rd) | Luis Buñuel           | That Obscure Object of Desire | Cet obscur objet du désir     |
| 1978 (3rd) | Claude Miller         | This Sweet Sickness           | Dites-lui que je l'aime       |
| 1978 (3rd) | Pierre Schoendoerffer | Drummer-Crab                  | Le Crabe-Tambour              |
| 1979 (4th) | Christian de Chalonge | Other People's Money          | L'Argent des autres           |
| 1979 (4th) | Michel Deville        | Dossier 51                    | Le Dossier 51                 |
| 1979 (4th) | Ariane Mnouchkine     | Molière                       | Molière                       |
| 1979 (4th) | Claude Sautet         | A Simple Story                | Une histoire simple           |

### Thập niên 1980
| Năm         | Winners and nominees                             | Tên tiếng Anh                              | Tên gốc                     |
| ----------- | ------------------------------------------------ | ------------------------------------------ | --------------------------- |
| 1980 (5th)  | Roman Polanski (nominated for the Academy Award) | Tess                                       | Tess                        |
| 1980 (5th)  | Costa Gavras                                     | Womanlight                                 | Clair de femme              |
| 1980 (5th)  | Joseph Losey                                     | Don Giovanni                               | Don Giovanni                |
| 1980 (5th)  | Jacques Doillon                                  | The Hussy                                  | La Drôlesse                 |
| 1981 (6th)  | François Truffaut                                | The Last Metro                             | Le dernier métro            |
| 1981 (6th)  | Jean-Luc Godard                                  | Slow Motion (a.k.a. Every Man for Himself) | Sauve qui peut (la vie)     |
| 1981 (6th)  | Alain Resnais                                    | My American Uncle                          | Mon oncle d'Amérique        |
| 1981 (6th)  | Claude Sautet                                    | A Bad Son                                  | Un mauvais fils             |
| 1982 (7th)  | Jean-Jacques Annaud                              | Quest for Fire                             | La Guerre du feu            |
| 1982 (7th)  | Pierre Granier-Deferre                           | Strange Affair                             | Une étrange affaire         |
| 1982 (7th)  | Claude Miller                                    | Under Suspicion                            | Garde à vue                 |
| 1982 (7th)  | Bertrand Tavernier                               | Clean Up (a.k.a. Clean Slate)              | Coup de torchon             |
| 1983 (8th)  | Andrzej Wajda                                    | Danton                                     | Danton                      |
| 1983 (8th)  | Jacques Demy                                     | A Room in Town                             | Une chambre en ville        |
| 1983 (8th)  | Jean-Luc Godard                                  | Passion                                    | Passion                     |
| 1983 (8th)  | Bob Swaim                                        | The Balance                                | La Balance                  |
| 1984 (9th)  | Ettore Scola                                     | The Ball                                   | Le Bal                      |
| 1984 (9th)  | Claude Berri                                     | So Long, Stooge                            | Tchao pantin                |
| 1984 (9th)  | Jean Becker                                      | One Deadly Summer                          | L'Été meurtrier             |
| 1984 (9th)  | Maurice Pialat                                   | To Our Loves                               | À nos amours                |
| 1984 (9th)  | François Truffaut                                | Finally, Sunday                            | Vivement dimanche!          |
| 1985 (10th) | Claude Zidi                                      | My New Partner                             | Les Ripoux                  |
| 1985 (10th) | Alain Resnais                                    | Love Unto Death                            | L'Amour à mort              |
| 1985 (10th) | Éric Rohmer                                      | Full Moon in Paris                         | Les Nuits de la pleine lune |
| 1985 (10th) | Francesco Rosi                                   | Carmen                                     | Carmen                      |
| 1985 (10th) | Bertrand Tavernier                               | A Sunday in the Country                    | Un dimanche à la campagne   |
| 1986 (11th) | Michel Deville                                   | Death in a French Garden                   | Péril en la demeure         |
| 1986 (11th) | Luc Besson                                       | Subway                                     | Subway                      |
| 1986 (11th) | Claude Miller                                    | Impudent Girl                              | L'Effrontée                 |
| 1986 (11th) | Coline Serreau                                   | Three Men and a Cradle                     | Trois hommes et un couffin  |
| 1986 (11th) | Agnès Varda                                      | Vagabond                                   | Sans toit ni loi            |
| 1987 (12th) | Alain Cavalier                                   | Thérèse                                    | Thérèse                     |
| 1987 (12th) | Jean-Jacques Beineix                             | Betty Blue                                 | 37°2 le matin               |
| 1987 (12th) | Claude Berri                                     | Jean de Florette                           | Jean de Florette            |
| 1987 (12th) | Bertrand Blier                                   | Ménage                                     | Tenue de soirée             |
| 1987 (12th) | Alain Resnais                                    | Mélo                                       | Mélo                        |
| 1988 (13th) | Louis Malle                                      | Goodbye, Children                          | Au revoir, les enfants      |
| 1988 (13th) | Jean-Loup Hubert                                 | The Grand Highway                          | Le Grand Chemin             |
| 1988 (13th) | Patrice Leconte                                  | Tandem                                     | Tandem                      |
| 1988 (13th) | Maurice Pialat                                   | Under the Sun of Satan                     | Sous le soleil de Satan     |
| 1988 (13th) | André Téchiné                                    | The Innocents                              | Les Innocents               |
| 1989 (14th) | Jean-Jacques Annaud                              | The Bear                                   | L'Ours                      |
| 1989 (14th) | Luc Besson                                       | The Big Blue                               | Le Grand Bleu               |
| 1989 (14th) | Claude Chabrol                                   | Story of Women                             | Une affaire de femmes       |
| 1989 (14th) | Michel Deville                                   | The Reader                                 | La Lectrice                 |
| 1989 (14th) | Claude Miller                                    | The Little Thief                           | La Petite Voleuse           |

### Thập niên 1990
| Năm         | Winners and nominees                                   | Tên tiếng Anh                        | Tên gốc                              |
| ----------- | ------------------------------------------------------ | ------------------------------------ | ------------------------------------ |
| 1990 (15th) | Bertrand Blier                                         | Too Beautiful for You                | Trop belle pour toi                  |
| 1990 (15th) | Alain Corneau                                          | Indian Nocturne                      | Nocturne indien                      |
| 1990 (15th) | Miloš Forman                                           | Valmont                              | Valmont                              |
| 1990 (15th) | Patrice Leconte                                        | Mr. Hire                             | Monsieur Hire                        |
| 1990 (15th) | Bertrand Tavernier                                     | Life and Nothing But                 | La Vie et rien d'autre               |
| 1991 (16th) | Jean-Paul Rappeneau                                    | Cyrano de Bergerac                   | Cyrano de Bergerac                   |
| 1991 (16th) | Claude Berri                                           | Uranus                               | Uranus                               |
| 1991 (16th) | Luc Besson                                             | La Femme Nikita                      | Nikita                               |
| 1991 (16th) | Jacques Doillon                                        | The Little Gangster                  | Le Petit Criminel                    |
| 1991 (16th) | Patrice Leconte                                        | The Hairdresser's Husband            | Le Mari de la coiffeuse              |
| 1992 (17th) | Alain Corneau                                          | All the Mornings of the World        | Tous les matins du monde             |
| 1992 (17th) | Bertrand Blier                                         | Thank You Life                       | Merci la vie                         |
| 1992 (17th) | Maurice Pialat                                         | Van Gogh                             | Van Gogh                             |
| 1992 (17th) | Jacques Rivette                                        | The Beautiful Troublemaker           | La Belle Noiseuse                    |
| 1992 (17th) | André Téchiné                                          | I Don't Kiss                         | J'embrasse pas                       |
| 1993 (18th) | Claude Sautet                                          | A Heart in Winter                    | Un cœur en hiver                     |
| 1993 (18th) | Cyril Collard                                          | Savage Nights                        | Les Nuits fauves                     |
| 1993 (18th) | Christine Pascal                                       | And the Little Prince Said           | Le Petit Prince a dit                |
| 1993 (18th) | Bertrand Tavernier                                     | L.627                                | L.627                                |
| 1993 (18th) | Régis Wargnier                                         | Indochine                            | Indochine                            |
| 1994 (19th) | Alain Resnais                                          | Smoking/No Smoking                   | Smoking/No Smoking                   |
| 1994 (19th) | Claude Berri                                           | Germinal                             | Germinal                             |
| 1994 (19th) | Bertrand Blier                                         | 1, 2, 3, Sun                         | Un, deux, trois, soleil              |
| 1994 (19th) | Krzysztof Kieślowski                                   | Three Colours: Blue                  | Trois couleurs: Bleu                 |
| 1994 (19th) | Jean-Marie Poiré                                       | The Visitors                         | Les Visiteurs                        |
| 1994 (19th) | André Téchiné                                          | My Favourite Season                  | Ma saison préférée                   |
| 1995 (20th) | André Téchiné                                          | Wild Reeds                           | Les Roseaux sauvages                 |
| 1995 (20th) | Luc Besson                                             | Léon                                 | Léon                                 |
| 1995 (20th) | Patrice Chéreau                                        | Queen Margot                         | La Reine Margot                      |
| 1995 (20th) | Nicole Garcia                                          | The Favourite Son                    | Le Fils préféré                      |
| 1995 (20th) | Krzysztof Kieślowski (nominated for the Academy Award) | Three Colours: Red                   | Trois couleurs: Rouge                |
| 1996 (21st) | Claude Sautet                                          | Nelly and Mr. Arnaud                 | Nelly et Monsieur Arnaud             |
| 1996 (21st) | Étienne Chatiliez                                      | Happiness Is in the Field            | Le Bonheur est dans le pré           |
| 1996 (21st) | Claude Chabrol                                         | The Ceremony                         | La Cérémonie                         |
| 1996 (21st) | Josiane Balasko                                        | French Twist                         | Gazon maudit                         |
| 1996 (21st) | Mathieu Kassovitz                                      | Hate                                 | La Haine                             |
| 1996 (21st) | Jean-Paul Rappeneau                                    | The Horseman on the Roof             | Le Hussard sur le toit               |
| 1997 (22nd) | Patrice Leconte                                        | Ridicule                             | Ridicule                             |
| 1997 (22nd) | Bertrand Tavernier                                     | Captain Conan                        | Capitaine Conan                      |
| 1997 (22nd) | Jacques Audiard                                        | A Self Made Hero                     | Un héros très discret                |
| 1997 (22nd) | Cédric Klapisch                                        | Family Resemblances                  | Un air de famille                    |
| 1997 (22nd) | André Téchiné                                          | Thieves                              | Les Voleurs                          |
| 1998 (23rd) | Luc Besson                                             | The Fifth Element                    | The Fifth Element                    |
| 1998 (23rd) | Alain Corneau                                          | The Cousin                           | Le Cousin                            |
| 1998 (23rd) | Robert Guédiguian                                      | Marius and Jeannette                 | Marius et Jeannette                  |
| 1998 (23rd) | Manuel Poirier                                         | Western                              | Western                              |
| 1998 (23rd) | Alain Resnais                                          | Same Old Song                        | On connaît la chanson                |
| 1999 (24th) | Patrice Chéreau                                        | Those Who Love Me Can Take the Train | Ceux qui m'aiment prendront le train |
| 1999 (24th) | Nicole Garcia                                          | Place Vendôme                        |                                      |
| 1999 (24th) | Gérard Pirès                                           | Taxi                                 | Taxi                                 |
| 1999 (24th) | Francis Veber                                          | The Dinner Game                      | Le Dîner de cons                     |
| 1999 (24th) | Erick Zonca                                            | The Dreamlife of Angels              | La Vie rêvée des anges               |

### Thập niên 2000
| Năm         | Đoạt giải và đề cử                                | Tên tiếng Anh                                            | Tên gốc                                    |
| ----------- | ------------------------------------------------- | -------------------------------------------------------- | ------------------------------------------ |
| 2000 (25th) | Tonie Marshall                                    | Venus Beauty Institute                                   | Vénus Beauté (Institut)                    |
| 2000 (25th) | Jean Becker                                       | The Children of the Marshland                            | Les Enfants du marais                      |
| 2000 (25th) | Luc Besson                                        | The Messenger: The Story of Joan of Arc                  | The Messenger: The Story of Joan of Arc    |
| 2000 (25th) | Michel Deville                                    | Sachs' Disease                                           | La Maladie de Sachs                        |
| 2000 (25th) | Patrice Leconte                                   | Girl on the Bridge                                       | La Fille sur le pont                       |
| 2000 (25th) | Régis Wargnier                                    | East/West                                                | Est–Ouest                                  |
| 2001 (26th) | Dominik Moll                                      | Harry, He's Here to Help                                 | Harry, un ami qui vous veut du bien        |
| 2001 (26th) | Jean-Pierre Denis                                 | Murderous Maids                                          | Les Blessures assassines                   |
| 2001 (26th) | Agnès Jaoui                                       | The Taste of Others                                      | Le Goût des autres                         |
| 2001 (26th) | Mathieu Kassovitz                                 | The Crimson Rivers                                       | Les Rivières pourpres                      |
| 2001 (26th) | Patricia Mazuy                                    | Saint-Cyr                                                | Saint-Cyr                                  |
| 2002 (27th) | Jean-Pierre Jeunet                                | Amélie                                                   | Le Fabuleux Destin d'Amélie Poulain        |
| 2002 (27th) | Jacques Audiard                                   | Read My Lips                                             | Sur mes lèvres                             |
| 2002 (27th) | François Dupeyron                                 | The Officers' Ward                                       | La Chambre des officiers                   |
| 2002 (27th) | Patrice Chéreau                                   | Intimacy                                                 | Intimacy                                   |
| 2002 (27th) | François Ozon                                     | Under the Sand                                           | Sous le sable                              |
| 2003 (28th) | Roman Polanski (won the Academy Award)            | The Pianist                                              | The Pianist                                |
| 2003 (28th) | Costa Gavras                                      | Amen.                                                    | Amen.                                      |
| 2003 (28th) | Cédric Klapisch                                   | The Spanish Apartement (a.k.a. Pot Luck)                 | L'Auberge espagnole                        |
| 2003 (28th) | Nicolas Philibert                                 | To Be and to Have                                        | Être et avoir                              |
| 2003 (28th) | François Ozon                                     | 8 Women                                                  | 8 femmes                                   |
| 2004 (29th) | Denys Arcand                                      | The Barbarian Invasions                                  | Les Invasions barbares                     |
| 2004 (29th) | Lucas Belvaux                                     | One: On the Run Two: An Amazing Couple Three: After Life | Cavale Un couple épatant Après la vie      |
| 2004 (29th) | Claude Miller                                     | Little Lili                                              | La Petite Lili                             |
| 2004 (29th) | Jean-Paul Rappeneau                               | Bon voyage                                               | Bon voyage                                 |
| 2004 (29th) | Alain Resnais                                     | Not on the Lips                                          | Pas sur la bouche                          |
| 2005 (30th) | Abdellatif Kechiche                               | Games of Love and Chance                                 | L'Esquive                                  |
| 2005 (30th) | Christophe Barratier                              | The Chorus                                               | Les Choristes                              |
| 2005 (30th) | Arnaud Desplechin                                 | Kings and Queen                                          | Rois et reine                              |
| 2005 (30th) | Jean-Pierre Jeunet                                | A Very Long Engagement                                   | Un long dimanche de fiançailles            |
| 2005 (30th) | Olivier Marchal                                   | Département 36                                           | 36 Quai des Orfèvres                       |
| 2006 (31st) | Jacques Audiard                                   | The Beat That My Heart Skipped                           | De battre mon cœur s'est arrêté            |
| 2006 (31st) | Xavier Beauvois                                   | The Young Lieutenant                                     | Le Petit Lieutenant                        |
| 2006 (31st) | Jean-Pierre and Luc Dardenne                      | The Child                                                | L'Enfant                                   |
| 2006 (31st) | Michael Haneke                                    | Hidden                                                   | Caché                                      |
| 2006 (31st) | Radu Mihaileanu                                   | Live and Become                                          | Va, vis et deviens                         |
| 2007 (32nd) | Guillaume Canet                                   | Tell No One                                              | Ne le dis à personne                       |
| 2007 (32nd) | Rachid Bouchareb                                  | Days of Glory                                            | Indigènes                                  |
| 2007 (32nd) | Pascale Ferran                                    | Lady Chatterley                                          | Lady Chatterley                            |
| 2007 (32nd) | Philippe Lioret                                   | Don't Worry, I'm Fine                                    | Je vais bien, ne t'en fais pas             |
| 2007 (32nd) | Alain Resnais                                     | Private Fears in Public Places                           | Cœurs                                      |
| 2008 (33rd) | Abdellatif Kechiche                               | The Secret of the Grain                                  | La Graine et la mulet                      |
| 2008 (33rd) | Olivier Dahan                                     | La Vie en Rose                                           | La môme                                    |
| 2008 (33rd) | Claude Miller                                     | A Secret                                                 | Un secret                                  |
| 2008 (33rd) | Julian Schnabel (nominated for the Academy Award) | The Diving Bell and the Butterfly                        | Le Scaphandre et le papillon               |
| 2008 (33rd) | André Téchiné                                     | The Witnesses                                            | Les Témoins                                |
| 2009 (34th) | Jean-François Richet                              | Public Enemy Number One: Part 1 and 2                    | L'Instinct de mort and L'Ennemi public n°1 |
| 2009 (34th) | Rémi Bezançon                                     | The First Day of the Rest of Your Life                   | Le Premier Jour du reste de ta vie         |
| 2009 (34th) | Laurent Cantet                                    | The Class                                                | Entre les murs                             |
| 2009 (34th) | Arnaud Desplechin                                 | A Christmas Tale                                         | Un conte de Noël                           |
| 2009 (34th) | Martin Provost                                    | Séraphine                                                | Séraphine                                  |
| 2010 (35th) | Jacques Audiard                                   | A Prophet                                                | Un prophète                                |
| 2010 (35th) | Lucas Belvaux                                     | Rapt!                                                    | Rapt!                                      |
| 2010 (35th) | Xavier Giannoli                                   | In the Beginning                                         | À l'origine                                |
| 2010 (35th) | Philippe Lioret                                   | Welcome                                                  | Welcome                                    |
| 2010 (35th) | Radu Mihaileanu                                   | The Concert                                              | Le Concert                                 |

### Thập niên 2010
| Năm                             | Đoạt giải và đề cử                               | Tên tiếng Anh                  | Tên gốc                             |
| ------------------------------- | ------------------------------------------------ | ------------------------------ | ----------------------------------- |
| 2011 (36th)                     | Roman Polanski                                   | The Ghost Writer               | The Ghost Writer                    |
| 2011 (36th)                     | Mathieu Amalric                                  | On Tour                        | Tournée                             |
| 2011 (36th)                     | Olivier Assayas                                  | Carlos                         | Carlos                              |
| 2011 (36th)                     | Xavier Beauvois                                  | Of Gods and Men                | Des hommes et des dieux             |
| 2011 (36th)                     | Bertrand Blier                                   | The Clink of Ice               | Le Bruit des glaçons                |
| 2012 (37th)                     | Michel Hazanavicius (won the Academy Award)      | The Artist                     | The Artist                          |
| 2012 (37th)                     | Valérie Donzelli                                 | Declaration of War             | La Guerre est déclarée              |
| 2012 (37th)                     | Aki Kaurismäki                                   | Le Havre                       | Le Havre                            |
| 2012 (37th)                     | Maïwenn                                          | Polisse                        | Polisse                             |
| 2012 (37th)                     | Pierre Scholler                                  | The Minister                   | L'Exercice de l'État                |
| 2012 (37th)                     | Olivier Nakache & Éric Toledano                  | The Intouchables               | Intouchables                        |
| 2013 (38th)                     | Michael Haneke (nominated for the Academy Award) | Amour                          | Amour                               |
| 2013 (38th)                     | Jacques Audiard                                  | Rust and Bone                  | De rouille et d'os                  |
| 2013 (38th)                     | Stéphane Brizé                                   | A Few Hours of Spring          | Quelques heures de printemps        |
| 2013 (38th)                     | Leos Carax                                       | Holy Motors                    | Holy Motors                         |
| 2013 (38th)                     | Benoît Jacquot                                   | Farewell, My Queen             | Les Adieux à la reine               |
| 2013 (38th)                     | Noémie Lvovsky                                   | Camille Rewinds                | Camille redouble                    |
| 2013 (38th)                     | François Ozon                                    | In the House                   | Dans la maison                      |
| 2014 (39th)                     | Roman Polanski                                   | Venus in Fur                   | La Vénus à la fourrure              |
| 2014 (39th)                     | Arnaud Desplechin                                | Jimmy P.                       | Jimmy P.                            |
| 2014 (39th)                     | Albert Dupontel                                  | 9 Month Stretch                | Neuf mois ferme                     |
| 2014 (39th)                     | Asghar Farhadi                                   | The Past                       | Le Passé                            |
| 2014 (39th)                     | Guillaume Gallienne                              | Me, Myself and Mum             | Les Garçons et Guillaume, à table ! |
| 2014 (39th)                     | Alain Guiraudie                                  | Stranger by the Lake           | L'Inconnu du lac                    |
| 2014 (39th)                     | Abdellatif Kechiche                              | Blue Is the Warmest Colour     | La Vie d'Adèle – Chapitres 1 & 2    |
| 2015 (40th)                     | Abderrahmane Sissako                             | Timbuktu                       | Timbuktu                            |
| 2015 (40th)                     | Céline Sciamma                                   | Girlhood                       | Bande de filles                     |
| 2015 (40th)                     | Thomas Cailley                                   | Love at First Fight            | Les Combattants                     |
| 2015 (40th)                     | Robin Campillo                                   | Eastern Boys                   | Eastern Boys                        |
| 2015 (40th)                     | Thomas Lilti                                     | Hippocrates                    | Hippocrate                          |
| 2015 (40th)                     | Bertrand Bonello                                 | Saint Laurent                  | Saint Laurent                       |
| 2015 (40th)                     | Olivier Assayas                                  | Clouds of Sils Maria           | Sils Maria                          |
| 2016 (41st)                     |                                                  |                                |                                     |
| Arnaud Desplechin               | My Golden Days                                   | Trois souvenirs de ma jeunesse |                                     |
| Jacques Audiard                 | Dheepan                                          | Dheepan                        |                                     |
| Stéphane Brizé                  | The Measure of a Man                             | La Loi du marché               |                                     |
| Xavier Giannoli                 | Marguerite                                       | Marguerite                     |                                     |
| Maïwenn                         | Mon roi                                          | Mon roi                        |                                     |
| Deniz Gamze Ergüven             | Mustang                                          | Mustang                        |                                     |
| Emmanuelle Bercot               | Standing Tall                                    | La Tête haute                  |                                     |
| 2017 (42nd)                     |                                                  |                                |                                     |
| Xavier Dolan                    | It's Only the End of the World                   | Juste la fin du monde          |                                     |
| Houda Benyamina                 | Divines                                          | Divines                        |                                     |
| Paul Verhoeven                  | Elle                                             | Elle                           |                                     |
| François Ozon                   | Frantz                                           | Frantz                         |                                     |
| Anne Fontaine                   | The Innocents                                    | Les Innocentes                 |                                     |
| Bruno Dumont                    | Slack Bay                                        | La Loute                       |                                     |
| Nicole Garcia                   | From the Land of the Moon                        | Mal de pierres                 |                                     |
| 2018 (43rd)                     |                                                  |                                |                                     |
| Albert Dupontel                 | See You Up There                                 | Au revoir là-haut              |                                     |
| Robin Campillo                  | BPM (Beats per Minute)                           | 120 Battements par minute      |                                     |
| Mathieu Amalric                 | Barbara                                          | Barbara                        |                                     |
| Julia Ducournau                 | Raw                                              | Grave                          |                                     |
| Hubert Charuel                  | Bloody Milk                                      | Petit Paysan                   |                                     |
| Michel Hazanavicius             | Redoubtable                                      | Le Redoutable                  |                                     |
| Olivier Nakache & Éric Toledano | C'est la vie!                                    | Le Sens de la fête             |                                     |
| 2019 (44th)                     |                                                  |                                |                                     |
| Jacques Audiard                 | The Sisters Brothers                             | Les Frères Sisters             |                                     |
| Emmanuel Finkiel                | Memoir of War                                    | La Douleur                     |                                     |
| Pierre Salvadori                | The Trouble with You                             | En liberté !                   |                                     |
| Gilles Lellouche                | Sink or Swim                                     | Le Grand Bain                  |                                     |
| Alex Lutz                       | Guy                                              | Guy                            |                                     |
| Xavier Legrand                  | Custody                                          | Jusqu'à la garde               |                                     |
| Jeanne Herry                    | In Safe Hands                                    | Pupille                        |                                     |

### Thập niên 2020
| Năm         | Đoạt giải và đề cử              | Tên tiếng Anh              | Tên gốc                           |
| ----------- | ------------------------------- | -------------------------- | --------------------------------- |
| 2020 (45th) | Roman Polanski                  | An Officer and a Spy       | J'accuse                          |
| 2020 (45th) | Nicolas Bedos                   | La Belle Époque            | La Belle Époque                   |
| 2020 (45th) | François Ozon                   | By the Grace of God        | Grâce à Dieu                      |
| 2020 (45th) | Olivier Nakache & Éric Toledano | The Specials               | Hors normes                       |
| 2020 (45th) | Ladj Ly                         | Les Misérables             | Les Misérables                    |
| 2020 (45th) | Céline Sciamma                  | Portrait of a Lady on Fire | Portrait de la jeune fille en feu |
| 2020 (45th) | Arnaud Desplechin               | Oh Mercy!                  | Roubaix, une lumière              |

## Đoạt giải và đề cử nhiều lần
| Đoạt giải | Đạo diễn            |
| --------- | ------------------- |
| 5         | Roman Polanski      |
| 3         | Jacques Audiard     |
| 2         | Jean-Jacques Annaud |
| 2         | Abdellatif Kechiche |
| 2         | Alain Resnais       |
| 2         | Claude Sautet       |
| 2         | Bertrand Tavernier  |

| Đề cử | Đạo diễn                        |
| ----- | ------------------------------- |
| 8     | Alain Resnais                   |
| 7     | Jacques Audiard                 |
| 7     | Claude Miller                   |
| 7     | Bertrand Tavernier              |
| 7     | André Téchiné                   |
| 6     | Luc Besson                      |
| 5     | Bertrand Blier                  |
| 5     | Arnaud Desplechin               |
| 5     | Patrice Leconte                 |
| 5     | François Ozon                   |
| 5     | Roman Polanski                  |
| 4     | Claude Berri                    |
| 4     | Michel Deville                  |
| 4     | Jean-Paul Rappeneau             |
| 4     | Claude Sautet                   |
| 3     | Patrice Chéreau                 |
| 3     | Alain Corneau                   |
| 3     | Nicole Garcia                   |
| 3     | Abdellatif Kechiche             |
| 3     | Olivier Nakache & Éric Toledano |
| 3     | Maurice Pialat                  |
| 3     | François Truffaut               |